# Campeonato Mundial de Halterofilia de 1992
El II Campeonato Mundial de Halterofilia Femenino se celebró en Varna (Bulgaria) entre el 16 y el 24 de mayo de 1992 bajo la organización de la Federación Internacional de Halterofilia (IWF) y la Federación Búlgara de Halterofilia.
En el evento participaron 110 halterófilas de 25 federaciones nacionales afiliadas a la IWF.

## Medallistas

### Femenino
| Evento   | Oro                      | Plata                               | Bronce                                         |
| -------- | ------------------------ | ----------------------------------- | ---------------------------------------------- |
| 44 kg    | Guan Hong China 175,0    | Kunjarani Devi India 142,5          | Sibby Flowers Estados Unidos 140,0             |
| 48 kg    | Liu Xiuhua China 187,5   | Izabela Rifatova Bulgaria 175,0     | Donka Mincheva Bulgaria 167,5                  |
| 52 kg    | Peng Liping China 202,5  | Siika Stoeva Bulgaria 172,5         | Robin Byrd Estados Unidos 172,5                |
| 56 kg    | Sun Caiyan China 210,0   | Neli Yankova Bulgaria 185,0         | Ni Chia-Ping China Taipéi 177,5                |
| 60 kg    | Li Hongyun China 222,5   | María Jristoforidu · Grecia · 195,0 | Won Soon-Yi Corea del Sur 192,5                |
| 67,5 kg  | Gao Lijuan China 222,5   | Milena Trendafilova Bulgaria 220,0  | María Dolores Martínez · España · 192,5        |
| 75 kg    | Hua Ju China 237,5       | Kumi Haseba Japón 205,0             | Mária Takács · Hungría · 205,0                 |
| 82,5 kg  | Zhang Xiaoli China 252,5 | Chen Shu-Chih China Taipéi 210,0    | Valkana Tosheva Bulgaria 197,5                 |
| +82,5 kg | Li Yajuan China 265,0    | Erika Takács · Hungría · 215,0      | Eridania Segura · República Dominicana · 202,5 |

1. 1 2 3  Arrancada (kg) + dos tiempos (kg) = total olímpico (kg).

## Medallero
| Núm. | País                 | Oro | Plata | Bronce | Total |
| ---- | -------------------- | --- | ----- | ------ | ----- |
| 1    | China                | 9   | 0     | 0      | 9     |
| 2    | Bulgaria             | 0   | 4     | 2      | 6     |
| 3    | Hungría              | 0   | 1     | 1      | 2     |
| 3    | China Taipéi         | 0   | 1     | 1      | 2     |
| 5    | Grecia               | 0   | 1     | 0      | 1     |
| 5    | India                | 0   | 1     | 0      | 1     |
| 5    | Japón                | 0   | 1     | 0      | 1     |
| 8    | Estados Unidos       | 0   | 0     | 2      | 2     |
| 9    | Corea del Sur        | 0   | 0     | 1      | 1     |
| 10   | España               | 0   | 0     | 1      | 1     |
| 11   | República Dominicana | 0   | 0     | 1      | 1     |
|      | TOTAL                | 9   | 9     | 9      | 27    |